# Hermann Hirschbach
Pour les articles homonymes, voir Hirschbach.
Hermann Hirschbach (Berlin, 29 février 1812 – Gohlis (aujourd'hui intégré à Leipzig), 19 mai 1888) est un compositeur prussien, également joueur d'échecs et critique musical.

## Biographie
Hermann Hirschbach s'oriente d'abord vers la médecine, puis se consacre exclusivement à la musique dès l'âge de vingt ans. Il étudie le violon et la composition, mais aussi la musicologie avec Heinrich Birnbach (1793–1879).
Le premier concert de ses œuvres est donné en 1839 avec une série de quatuors à cordes, puis la publication de son opus 1 : Lebensbilder in einem Cyclus von Quartetten (« Tableaux de la vie, cycle de quatuors »), en 1841. Suivent une dizaine d'autres quatuors à cordes, ainsi que plusieurs quintettes, un septuor et un octuor. Outre sa réputation dans le domaine de la musique de chambre, il compose quatre symphonies, cinq ouvertures et des arrangements pour piano. En 1842, Hirschbach s'installe à Leipzig où il développe une carrière de critique musical avec une réputation d'acuité mais un peu acerbe, dans la Neue Zeitschrift für Musik. Il publie plusieurs articles influents sur la musique de Ludwig van Beethoven, considérant les derniers quatuors à cordes comme la référence des compositions, ce qu'approuve Robert Schumann.
C'est son ami Schumann qui commente ses œuvres pour quatuor à cordes (1842) :

« On voit que le compositeur est tout disposé à s'appeler poète et qu'il désire échapper autant que possible à toutes les formes stéréotypées. Il voit manifestement les derniers quatuors à cordes de Beethoven comme une nouvelle ère poétique dans laquelle il désire continuer à travailler. Haydn et Mozart sont très loin à l'arrière plan. Ainsi il a beaucoup en commun avec la soif créatrice de Berlioz, avec sa préférence pour les formes larges, les tendances poétiques, dans une certaine mesure le dédain pour ce qui est ancien, et il a eu, en outre, une expérience de la vie analogue. Il a fait sa médecine dans sa jeunesse et ne s'est consacré à la musique qu'après l'âge de vingt ans. Cela vaut la peine d'être mentionné et cela explique la culture musicale défectueuse qui apparaît ici et là dans sa musique. »

|   | a | b | c | d | e | f | g | h |   |
| 8 | Tour noire sur case blanche a8 · Fou noir sur case blanche c8 · Roi noir sur case blanche e8 · Cavalier noir sur case blanche g8 · Tour noire sur case noire h8 · Pion noir sur case noire a7 · Pion noir sur case blanche b7 · Pion noir sur case noire c7 · Pion noir sur case blanche d7 · Pion noir sur case blanche f7 · Pion noir sur case noire g7 · Pion noir sur case blanche h7 · Fou noir sur case noire b6 · Cavalier noir sur case noire a5 · Pion blanc sur case blanche b5 · Cavalier blanc sur case noire e5 · Dame noire sur case noire g5 · Fou blanc sur case blanche c4 · Pion blanc sur case blanche e4 · Pion blanc sur case blanche a2 · Pion blanc sur case blanche c2 · Pion blanc sur case noire d2 · Pion blanc sur case noire f2 · Pion blanc sur case blanche g2 · Pion blanc sur case noire h2 · Tour blanche sur case noire a1 · Cavalier blanc sur case blanche b1 · Fou blanc sur case noire c1 · Dame blanche sur case blanche d1 · Roi blanc sur case noire e1 · Tour blanche sur case blanche h1 | Tour noire sur case blanche a8 · Fou noir sur case blanche c8 · Roi noir sur case blanche e8 · Cavalier noir sur case blanche g8 · Tour noire sur case noire h8 · Pion noir sur case noire a7 · Pion noir sur case blanche b7 · Pion noir sur case noire c7 · Pion noir sur case blanche d7 · Pion noir sur case blanche f7 · Pion noir sur case noire g7 · Pion noir sur case blanche h7 · Fou noir sur case noire b6 · Cavalier noir sur case noire a5 · Pion blanc sur case blanche b5 · Cavalier blanc sur case noire e5 · Dame noire sur case noire g5 · Fou blanc sur case blanche c4 · Pion blanc sur case blanche e4 · Pion blanc sur case blanche a2 · Pion blanc sur case blanche c2 · Pion blanc sur case noire d2 · Pion blanc sur case noire f2 · Pion blanc sur case blanche g2 · Pion blanc sur case noire h2 · Tour blanche sur case noire a1 · Cavalier blanc sur case blanche b1 · Fou blanc sur case noire c1 · Dame blanche sur case blanche d1 · Roi blanc sur case noire e1 · Tour blanche sur case blanche h1 | Tour noire sur case blanche a8 · Fou noir sur case blanche c8 · Roi noir sur case blanche e8 · Cavalier noir sur case blanche g8 · Tour noire sur case noire h8 · Pion noir sur case noire a7 · Pion noir sur case blanche b7 · Pion noir sur case noire c7 · Pion noir sur case blanche d7 · Pion noir sur case blanche f7 · Pion noir sur case noire g7 · Pion noir sur case blanche h7 · Fou noir sur case noire b6 · Cavalier noir sur case noire a5 · Pion blanc sur case blanche b5 · Cavalier blanc sur case noire e5 · Dame noire sur case noire g5 · Fou blanc sur case blanche c4 · Pion blanc sur case blanche e4 · Pion blanc sur case blanche a2 · Pion blanc sur case blanche c2 · Pion blanc sur case noire d2 · Pion blanc sur case noire f2 · Pion blanc sur case blanche g2 · Pion blanc sur case noire h2 · Tour blanche sur case noire a1 · Cavalier blanc sur case blanche b1 · Fou blanc sur case noire c1 · Dame blanche sur case blanche d1 · Roi blanc sur case noire e1 · Tour blanche sur case blanche h1 | Tour noire sur case blanche a8 · Fou noir sur case blanche c8 · Roi noir sur case blanche e8 · Cavalier noir sur case blanche g8 · Tour noire sur case noire h8 · Pion noir sur case noire a7 · Pion noir sur case blanche b7 · Pion noir sur case noire c7 · Pion noir sur case blanche d7 · Pion noir sur case blanche f7 · Pion noir sur case noire g7 · Pion noir sur case blanche h7 · Fou noir sur case noire b6 · Cavalier noir sur case noire a5 · Pion blanc sur case blanche b5 · Cavalier blanc sur case noire e5 · Dame noire sur case noire g5 · Fou blanc sur case blanche c4 · Pion blanc sur case blanche e4 · Pion blanc sur case blanche a2 · Pion blanc sur case blanche c2 · Pion blanc sur case noire d2 · Pion blanc sur case noire f2 · Pion blanc sur case blanche g2 · Pion blanc sur case noire h2 · Tour blanche sur case noire a1 · Cavalier blanc sur case blanche b1 · Fou blanc sur case noire c1 · Dame blanche sur case blanche d1 · Roi blanc sur case noire e1 · Tour blanche sur case blanche h1 | Tour noire sur case blanche a8 · Fou noir sur case blanche c8 · Roi noir sur case blanche e8 · Cavalier noir sur case blanche g8 · Tour noire sur case noire h8 · Pion noir sur case noire a7 · Pion noir sur case blanche b7 · Pion noir sur case noire c7 · Pion noir sur case blanche d7 · Pion noir sur case blanche f7 · Pion noir sur case noire g7 · Pion noir sur case blanche h7 · Fou noir sur case noire b6 · Cavalier noir sur case noire a5 · Pion blanc sur case blanche b5 · Cavalier blanc sur case noire e5 · Dame noire sur case noire g5 · Fou blanc sur case blanche c4 · Pion blanc sur case blanche e4 · Pion blanc sur case blanche a2 · Pion blanc sur case blanche c2 · Pion blanc sur case noire d2 · Pion blanc sur case noire f2 · Pion blanc sur case blanche g2 · Pion blanc sur case noire h2 · Tour blanche sur case noire a1 · Cavalier blanc sur case blanche b1 · Fou blanc sur case noire c1 · Dame blanche sur case blanche d1 · Roi blanc sur case noire e1 · Tour blanche sur case blanche h1 | Tour noire sur case blanche a8 · Fou noir sur case blanche c8 · Roi noir sur case blanche e8 · Cavalier noir sur case blanche g8 · Tour noire sur case noire h8 · Pion noir sur case noire a7 · Pion noir sur case blanche b7 · Pion noir sur case noire c7 · Pion noir sur case blanche d7 · Pion noir sur case blanche f7 · Pion noir sur case noire g7 · Pion noir sur case blanche h7 · Fou noir sur case noire b6 · Cavalier noir sur case noire a5 · Pion blanc sur case blanche b5 · Cavalier blanc sur case noire e5 · Dame noire sur case noire g5 · Fou blanc sur case blanche c4 · Pion blanc sur case blanche e4 · Pion blanc sur case blanche a2 · Pion blanc sur case blanche c2 · Pion blanc sur case noire d2 · Pion blanc sur case noire f2 · Pion blanc sur case blanche g2 · Pion blanc sur case noire h2 · Tour blanche sur case noire a1 · Cavalier blanc sur case blanche b1 · Fou blanc sur case noire c1 · Dame blanche sur case blanche d1 · Roi blanc sur case noire e1 · Tour blanche sur case blanche h1 | Tour noire sur case blanche a8 · Fou noir sur case blanche c8 · Roi noir sur case blanche e8 · Cavalier noir sur case blanche g8 · Tour noire sur case noire h8 · Pion noir sur case noire a7 · Pion noir sur case blanche b7 · Pion noir sur case noire c7 · Pion noir sur case blanche d7 · Pion noir sur case blanche f7 · Pion noir sur case noire g7 · Pion noir sur case blanche h7 · Fou noir sur case noire b6 · Cavalier noir sur case noire a5 · Pion blanc sur case blanche b5 · Cavalier blanc sur case noire e5 · Dame noire sur case noire g5 · Fou blanc sur case blanche c4 · Pion blanc sur case blanche e4 · Pion blanc sur case blanche a2 · Pion blanc sur case blanche c2 · Pion blanc sur case noire d2 · Pion blanc sur case noire f2 · Pion blanc sur case blanche g2 · Pion blanc sur case noire h2 · Tour blanche sur case noire a1 · Cavalier blanc sur case blanche b1 · Fou blanc sur case noire c1 · Dame blanche sur case blanche d1 · Roi blanc sur case noire e1 · Tour blanche sur case blanche h1 | Tour noire sur case blanche a8 · Fou noir sur case blanche c8 · Roi noir sur case blanche e8 · Cavalier noir sur case blanche g8 · Tour noire sur case noire h8 · Pion noir sur case noire a7 · Pion noir sur case blanche b7 · Pion noir sur case noire c7 · Pion noir sur case blanche d7 · Pion noir sur case blanche f7 · Pion noir sur case noire g7 · Pion noir sur case blanche h7 · Fou noir sur case noire b6 · Cavalier noir sur case noire a5 · Pion blanc sur case blanche b5 · Cavalier blanc sur case noire e5 · Dame noire sur case noire g5 · Fou blanc sur case blanche c4 · Pion blanc sur case blanche e4 · Pion blanc sur case blanche a2 · Pion blanc sur case blanche c2 · Pion blanc sur case noire d2 · Pion blanc sur case noire f2 · Pion blanc sur case blanche g2 · Pion blanc sur case noire h2 · Tour blanche sur case noire a1 · Cavalier blanc sur case blanche b1 · Fou blanc sur case noire c1 · Dame blanche sur case blanche d1 · Roi blanc sur case noire e1 · Tour blanche sur case blanche h1 | 8 |
| 7 | Tour noire sur case blanche a8 · Fou noir sur case blanche c8 · Roi noir sur case blanche e8 · Cavalier noir sur case blanche g8 · Tour noire sur case noire h8 · Pion noir sur case noire a7 · Pion noir sur case blanche b7 · Pion noir sur case noire c7 · Pion noir sur case blanche d7 · Pion noir sur case blanche f7 · Pion noir sur case noire g7 · Pion noir sur case blanche h7 · Fou noir sur case noire b6 · Cavalier noir sur case noire a5 · Pion blanc sur case blanche b5 · Cavalier blanc sur case noire e5 · Dame noire sur case noire g5 · Fou blanc sur case blanche c4 · Pion blanc sur case blanche e4 · Pion blanc sur case blanche a2 · Pion blanc sur case blanche c2 · Pion blanc sur case noire d2 · Pion blanc sur case noire f2 · Pion blanc sur case blanche g2 · Pion blanc sur case noire h2 · Tour blanche sur case noire a1 · Cavalier blanc sur case blanche b1 · Fou blanc sur case noire c1 · Dame blanche sur case blanche d1 · Roi blanc sur case noire e1 · Tour blanche sur case blanche h1 | Tour noire sur case blanche a8 · Fou noir sur case blanche c8 · Roi noir sur case blanche e8 · Cavalier noir sur case blanche g8 · Tour noire sur case noire h8 · Pion noir sur case noire a7 · Pion noir sur case blanche b7 · Pion noir sur case noire c7 · Pion noir sur case blanche d7 · Pion noir sur case blanche f7 · Pion noir sur case noire g7 · Pion noir sur case blanche h7 · Fou noir sur case noire b6 · Cavalier noir sur case noire a5 · Pion blanc sur case blanche b5 · Cavalier blanc sur case noire e5 · Dame noire sur case noire g5 · Fou blanc sur case blanche c4 · Pion blanc sur case blanche e4 · Pion blanc sur case blanche a2 · Pion blanc sur case blanche c2 · Pion blanc sur case noire d2 · Pion blanc sur case noire f2 · Pion blanc sur case blanche g2 · Pion blanc sur case noire h2 · Tour blanche sur case noire a1 · Cavalier blanc sur case blanche b1 · Fou blanc sur case noire c1 · Dame blanche sur case blanche d1 · Roi blanc sur case noire e1 · Tour blanche sur case blanche h1 | Tour noire sur case blanche a8 · Fou noir sur case blanche c8 · Roi noir sur case blanche e8 · Cavalier noir sur case blanche g8 · Tour noire sur case noire h8 · Pion noir sur case noire a7 · Pion noir sur case blanche b7 · Pion noir sur case noire c7 · Pion noir sur case blanche d7 · Pion noir sur case blanche f7 · Pion noir sur case noire g7 · Pion noir sur case blanche h7 · Fou noir sur case noire b6 · Cavalier noir sur case noire a5 · Pion blanc sur case blanche b5 · Cavalier blanc sur case noire e5 · Dame noire sur case noire g5 · Fou blanc sur case blanche c4 · Pion blanc sur case blanche e4 · Pion blanc sur case blanche a2 · Pion blanc sur case blanche c2 · Pion blanc sur case noire d2 · Pion blanc sur case noire f2 · Pion blanc sur case blanche g2 · Pion blanc sur case noire h2 · Tour blanche sur case noire a1 · Cavalier blanc sur case blanche b1 · Fou blanc sur case noire c1 · Dame blanche sur case blanche d1 · Roi blanc sur case noire e1 · Tour blanche sur case blanche h1 | Tour noire sur case blanche a8 · Fou noir sur case blanche c8 · Roi noir sur case blanche e8 · Cavalier noir sur case blanche g8 · Tour noire sur case noire h8 · Pion noir sur case noire a7 · Pion noir sur case blanche b7 · Pion noir sur case noire c7 · Pion noir sur case blanche d7 · Pion noir sur case blanche f7 · Pion noir sur case noire g7 · Pion noir sur case blanche h7 · Fou noir sur case noire b6 · Cavalier noir sur case noire a5 · Pion blanc sur case blanche b5 · Cavalier blanc sur case noire e5 · Dame noire sur case noire g5 · Fou blanc sur case blanche c4 · Pion blanc sur case blanche e4 · Pion blanc sur case blanche a2 · Pion blanc sur case blanche c2 · Pion blanc sur case noire d2 · Pion blanc sur case noire f2 · Pion blanc sur case blanche g2 · Pion blanc sur case noire h2 · Tour blanche sur case noire a1 · Cavalier blanc sur case blanche b1 · Fou blanc sur case noire c1 · Dame blanche sur case blanche d1 · Roi blanc sur case noire e1 · Tour blanche sur case blanche h1 | Tour noire sur case blanche a8 · Fou noir sur case blanche c8 · Roi noir sur case blanche e8 · Cavalier noir sur case blanche g8 · Tour noire sur case noire h8 · Pion noir sur case noire a7 · Pion noir sur case blanche b7 · Pion noir sur case noire c7 · Pion noir sur case blanche d7 · Pion noir sur case blanche f7 · Pion noir sur case noire g7 · Pion noir sur case blanche h7 · Fou noir sur case noire b6 · Cavalier noir sur case noire a5 · Pion blanc sur case blanche b5 · Cavalier blanc sur case noire e5 · Dame noire sur case noire g5 · Fou blanc sur case blanche c4 · Pion blanc sur case blanche e4 · Pion blanc sur case blanche a2 · Pion blanc sur case blanche c2 · Pion blanc sur case noire d2 · Pion blanc sur case noire f2 · Pion blanc sur case blanche g2 · Pion blanc sur case noire h2 · Tour blanche sur case noire a1 · Cavalier blanc sur case blanche b1 · Fou blanc sur case noire c1 · Dame blanche sur case blanche d1 · Roi blanc sur case noire e1 · Tour blanche sur case blanche h1 | Tour noire sur case blanche a8 · Fou noir sur case blanche c8 · Roi noir sur case blanche e8 · Cavalier noir sur case blanche g8 · Tour noire sur case noire h8 · Pion noir sur case noire a7 · Pion noir sur case blanche b7 · Pion noir sur case noire c7 · Pion noir sur case blanche d7 · Pion noir sur case blanche f7 · Pion noir sur case noire g7 · Pion noir sur case blanche h7 · Fou noir sur case noire b6 · Cavalier noir sur case noire a5 · Pion blanc sur case blanche b5 · Cavalier blanc sur case noire e5 · Dame noire sur case noire g5 · Fou blanc sur case blanche c4 · Pion blanc sur case blanche e4 · Pion blanc sur case blanche a2 · Pion blanc sur case blanche c2 · Pion blanc sur case noire d2 · Pion blanc sur case noire f2 · Pion blanc sur case blanche g2 · Pion blanc sur case noire h2 · Tour blanche sur case noire a1 · Cavalier blanc sur case blanche b1 · Fou blanc sur case noire c1 · Dame blanche sur case blanche d1 · Roi blanc sur case noire e1 · Tour blanche sur case blanche h1 | Tour noire sur case blanche a8 · Fou noir sur case blanche c8 · Roi noir sur case blanche e8 · Cavalier noir sur case blanche g8 · Tour noire sur case noire h8 · Pion noir sur case noire a7 · Pion noir sur case blanche b7 · Pion noir sur case noire c7 · Pion noir sur case blanche d7 · Pion noir sur case blanche f7 · Pion noir sur case noire g7 · Pion noir sur case blanche h7 · Fou noir sur case noire b6 · Cavalier noir sur case noire a5 · Pion blanc sur case blanche b5 · Cavalier blanc sur case noire e5 · Dame noire sur case noire g5 · Fou blanc sur case blanche c4 · Pion blanc sur case blanche e4 · Pion blanc sur case blanche a2 · Pion blanc sur case blanche c2 · Pion blanc sur case noire d2 · Pion blanc sur case noire f2 · Pion blanc sur case blanche g2 · Pion blanc sur case noire h2 · Tour blanche sur case noire a1 · Cavalier blanc sur case blanche b1 · Fou blanc sur case noire c1 · Dame blanche sur case blanche d1 · Roi blanc sur case noire e1 · Tour blanche sur case blanche h1 | Tour noire sur case blanche a8 · Fou noir sur case blanche c8 · Roi noir sur case blanche e8 · Cavalier noir sur case blanche g8 · Tour noire sur case noire h8 · Pion noir sur case noire a7 · Pion noir sur case blanche b7 · Pion noir sur case noire c7 · Pion noir sur case blanche d7 · Pion noir sur case blanche f7 · Pion noir sur case noire g7 · Pion noir sur case blanche h7 · Fou noir sur case noire b6 · Cavalier noir sur case noire a5 · Pion blanc sur case blanche b5 · Cavalier blanc sur case noire e5 · Dame noire sur case noire g5 · Fou blanc sur case blanche c4 · Pion blanc sur case blanche e4 · Pion blanc sur case blanche a2 · Pion blanc sur case blanche c2 · Pion blanc sur case noire d2 · Pion blanc sur case noire f2 · Pion blanc sur case blanche g2 · Pion blanc sur case noire h2 · Tour blanche sur case noire a1 · Cavalier blanc sur case blanche b1 · Fou blanc sur case noire c1 · Dame blanche sur case blanche d1 · Roi blanc sur case noire e1 · Tour blanche sur case blanche h1 | 7 |
| 6 | Tour noire sur case blanche a8 · Fou noir sur case blanche c8 · Roi noir sur case blanche e8 · Cavalier noir sur case blanche g8 · Tour noire sur case noire h8 · Pion noir sur case noire a7 · Pion noir sur case blanche b7 · Pion noir sur case noire c7 · Pion noir sur case blanche d7 · Pion noir sur case blanche f7 · Pion noir sur case noire g7 · Pion noir sur case blanche h7 · Fou noir sur case noire b6 · Cavalier noir sur case noire a5 · Pion blanc sur case blanche b5 · Cavalier blanc sur case noire e5 · Dame noire sur case noire g5 · Fou blanc sur case blanche c4 · Pion blanc sur case blanche e4 · Pion blanc sur case blanche a2 · Pion blanc sur case blanche c2 · Pion blanc sur case noire d2 · Pion blanc sur case noire f2 · Pion blanc sur case blanche g2 · Pion blanc sur case noire h2 · Tour blanche sur case noire a1 · Cavalier blanc sur case blanche b1 · Fou blanc sur case noire c1 · Dame blanche sur case blanche d1 · Roi blanc sur case noire e1 · Tour blanche sur case blanche h1 | Tour noire sur case blanche a8 · Fou noir sur case blanche c8 · Roi noir sur case blanche e8 · Cavalier noir sur case blanche g8 · Tour noire sur case noire h8 · Pion noir sur case noire a7 · Pion noir sur case blanche b7 · Pion noir sur case noire c7 · Pion noir sur case blanche d7 · Pion noir sur case blanche f7 · Pion noir sur case noire g7 · Pion noir sur case blanche h7 · Fou noir sur case noire b6 · Cavalier noir sur case noire a5 · Pion blanc sur case blanche b5 · Cavalier blanc sur case noire e5 · Dame noire sur case noire g5 · Fou blanc sur case blanche c4 · Pion blanc sur case blanche e4 · Pion blanc sur case blanche a2 · Pion blanc sur case blanche c2 · Pion blanc sur case noire d2 · Pion blanc sur case noire f2 · Pion blanc sur case blanche g2 · Pion blanc sur case noire h2 · Tour blanche sur case noire a1 · Cavalier blanc sur case blanche b1 · Fou blanc sur case noire c1 · Dame blanche sur case blanche d1 · Roi blanc sur case noire e1 · Tour blanche sur case blanche h1 | Tour noire sur case blanche a8 · Fou noir sur case blanche c8 · Roi noir sur case blanche e8 · Cavalier noir sur case blanche g8 · Tour noire sur case noire h8 · Pion noir sur case noire a7 · Pion noir sur case blanche b7 · Pion noir sur case noire c7 · Pion noir sur case blanche d7 · Pion noir sur case blanche f7 · Pion noir sur case noire g7 · Pion noir sur case blanche h7 · Fou noir sur case noire b6 · Cavalier noir sur case noire a5 · Pion blanc sur case blanche b5 · Cavalier blanc sur case noire e5 · Dame noire sur case noire g5 · Fou blanc sur case blanche c4 · Pion blanc sur case blanche e4 · Pion blanc sur case blanche a2 · Pion blanc sur case blanche c2 · Pion blanc sur case noire d2 · Pion blanc sur case noire f2 · Pion blanc sur case blanche g2 · Pion blanc sur case noire h2 · Tour blanche sur case noire a1 · Cavalier blanc sur case blanche b1 · Fou blanc sur case noire c1 · Dame blanche sur case blanche d1 · Roi blanc sur case noire e1 · Tour blanche sur case blanche h1 | Tour noire sur case blanche a8 · Fou noir sur case blanche c8 · Roi noir sur case blanche e8 · Cavalier noir sur case blanche g8 · Tour noire sur case noire h8 · Pion noir sur case noire a7 · Pion noir sur case blanche b7 · Pion noir sur case noire c7 · Pion noir sur case blanche d7 · Pion noir sur case blanche f7 · Pion noir sur case noire g7 · Pion noir sur case blanche h7 · Fou noir sur case noire b6 · Cavalier noir sur case noire a5 · Pion blanc sur case blanche b5 · Cavalier blanc sur case noire e5 · Dame noire sur case noire g5 · Fou blanc sur case blanche c4 · Pion blanc sur case blanche e4 · Pion blanc sur case blanche a2 · Pion blanc sur case blanche c2 · Pion blanc sur case noire d2 · Pion blanc sur case noire f2 · Pion blanc sur case blanche g2 · Pion blanc sur case noire h2 · Tour blanche sur case noire a1 · Cavalier blanc sur case blanche b1 · Fou blanc sur case noire c1 · Dame blanche sur case blanche d1 · Roi blanc sur case noire e1 · Tour blanche sur case blanche h1 | Tour noire sur case blanche a8 · Fou noir sur case blanche c8 · Roi noir sur case blanche e8 · Cavalier noir sur case blanche g8 · Tour noire sur case noire h8 · Pion noir sur case noire a7 · Pion noir sur case blanche b7 · Pion noir sur case noire c7 · Pion noir sur case blanche d7 · Pion noir sur case blanche f7 · Pion noir sur case noire g7 · Pion noir sur case blanche h7 · Fou noir sur case noire b6 · Cavalier noir sur case noire a5 · Pion blanc sur case blanche b5 · Cavalier blanc sur case noire e5 · Dame noire sur case noire g5 · Fou blanc sur case blanche c4 · Pion blanc sur case blanche e4 · Pion blanc sur case blanche a2 · Pion blanc sur case blanche c2 · Pion blanc sur case noire d2 · Pion blanc sur case noire f2 · Pion blanc sur case blanche g2 · Pion blanc sur case noire h2 · Tour blanche sur case noire a1 · Cavalier blanc sur case blanche b1 · Fou blanc sur case noire c1 · Dame blanche sur case blanche d1 · Roi blanc sur case noire e1 · Tour blanche sur case blanche h1 | Tour noire sur case blanche a8 · Fou noir sur case blanche c8 · Roi noir sur case blanche e8 · Cavalier noir sur case blanche g8 · Tour noire sur case noire h8 · Pion noir sur case noire a7 · Pion noir sur case blanche b7 · Pion noir sur case noire c7 · Pion noir sur case blanche d7 · Pion noir sur case blanche f7 · Pion noir sur case noire g7 · Pion noir sur case blanche h7 · Fou noir sur case noire b6 · Cavalier noir sur case noire a5 · Pion blanc sur case blanche b5 · Cavalier blanc sur case noire e5 · Dame noire sur case noire g5 · Fou blanc sur case blanche c4 · Pion blanc sur case blanche e4 · Pion blanc sur case blanche a2 · Pion blanc sur case blanche c2 · Pion blanc sur case noire d2 · Pion blanc sur case noire f2 · Pion blanc sur case blanche g2 · Pion blanc sur case noire h2 · Tour blanche sur case noire a1 · Cavalier blanc sur case blanche b1 · Fou blanc sur case noire c1 · Dame blanche sur case blanche d1 · Roi blanc sur case noire e1 · Tour blanche sur case blanche h1 | Tour noire sur case blanche a8 · Fou noir sur case blanche c8 · Roi noir sur case blanche e8 · Cavalier noir sur case blanche g8 · Tour noire sur case noire h8 · Pion noir sur case noire a7 · Pion noir sur case blanche b7 · Pion noir sur case noire c7 · Pion noir sur case blanche d7 · Pion noir sur case blanche f7 · Pion noir sur case noire g7 · Pion noir sur case blanche h7 · Fou noir sur case noire b6 · Cavalier noir sur case noire a5 · Pion blanc sur case blanche b5 · Cavalier blanc sur case noire e5 · Dame noire sur case noire g5 · Fou blanc sur case blanche c4 · Pion blanc sur case blanche e4 · Pion blanc sur case blanche a2 · Pion blanc sur case blanche c2 · Pion blanc sur case noire d2 · Pion blanc sur case noire f2 · Pion blanc sur case blanche g2 · Pion blanc sur case noire h2 · Tour blanche sur case noire a1 · Cavalier blanc sur case blanche b1 · Fou blanc sur case noire c1 · Dame blanche sur case blanche d1 · Roi blanc sur case noire e1 · Tour blanche sur case blanche h1 | Tour noire sur case blanche a8 · Fou noir sur case blanche c8 · Roi noir sur case blanche e8 · Cavalier noir sur case blanche g8 · Tour noire sur case noire h8 · Pion noir sur case noire a7 · Pion noir sur case blanche b7 · Pion noir sur case noire c7 · Pion noir sur case blanche d7 · Pion noir sur case blanche f7 · Pion noir sur case noire g7 · Pion noir sur case blanche h7 · Fou noir sur case noire b6 · Cavalier noir sur case noire a5 · Pion blanc sur case blanche b5 · Cavalier blanc sur case noire e5 · Dame noire sur case noire g5 · Fou blanc sur case blanche c4 · Pion blanc sur case blanche e4 · Pion blanc sur case blanche a2 · Pion blanc sur case blanche c2 · Pion blanc sur case noire d2 · Pion blanc sur case noire f2 · Pion blanc sur case blanche g2 · Pion blanc sur case noire h2 · Tour blanche sur case noire a1 · Cavalier blanc sur case blanche b1 · Fou blanc sur case noire c1 · Dame blanche sur case blanche d1 · Roi blanc sur case noire e1 · Tour blanche sur case blanche h1 | 6 |
| 5 | Tour noire sur case blanche a8 · Fou noir sur case blanche c8 · Roi noir sur case blanche e8 · Cavalier noir sur case blanche g8 · Tour noire sur case noire h8 · Pion noir sur case noire a7 · Pion noir sur case blanche b7 · Pion noir sur case noire c7 · Pion noir sur case blanche d7 · Pion noir sur case blanche f7 · Pion noir sur case noire g7 · Pion noir sur case blanche h7 · Fou noir sur case noire b6 · Cavalier noir sur case noire a5 · Pion blanc sur case blanche b5 · Cavalier blanc sur case noire e5 · Dame noire sur case noire g5 · Fou blanc sur case blanche c4 · Pion blanc sur case blanche e4 · Pion blanc sur case blanche a2 · Pion blanc sur case blanche c2 · Pion blanc sur case noire d2 · Pion blanc sur case noire f2 · Pion blanc sur case blanche g2 · Pion blanc sur case noire h2 · Tour blanche sur case noire a1 · Cavalier blanc sur case blanche b1 · Fou blanc sur case noire c1 · Dame blanche sur case blanche d1 · Roi blanc sur case noire e1 · Tour blanche sur case blanche h1 | Tour noire sur case blanche a8 · Fou noir sur case blanche c8 · Roi noir sur case blanche e8 · Cavalier noir sur case blanche g8 · Tour noire sur case noire h8 · Pion noir sur case noire a7 · Pion noir sur case blanche b7 · Pion noir sur case noire c7 · Pion noir sur case blanche d7 · Pion noir sur case blanche f7 · Pion noir sur case noire g7 · Pion noir sur case blanche h7 · Fou noir sur case noire b6 · Cavalier noir sur case noire a5 · Pion blanc sur case blanche b5 · Cavalier blanc sur case noire e5 · Dame noire sur case noire g5 · Fou blanc sur case blanche c4 · Pion blanc sur case blanche e4 · Pion blanc sur case blanche a2 · Pion blanc sur case blanche c2 · Pion blanc sur case noire d2 · Pion blanc sur case noire f2 · Pion blanc sur case blanche g2 · Pion blanc sur case noire h2 · Tour blanche sur case noire a1 · Cavalier blanc sur case blanche b1 · Fou blanc sur case noire c1 · Dame blanche sur case blanche d1 · Roi blanc sur case noire e1 · Tour blanche sur case blanche h1 | Tour noire sur case blanche a8 · Fou noir sur case blanche c8 · Roi noir sur case blanche e8 · Cavalier noir sur case blanche g8 · Tour noire sur case noire h8 · Pion noir sur case noire a7 · Pion noir sur case blanche b7 · Pion noir sur case noire c7 · Pion noir sur case blanche d7 · Pion noir sur case blanche f7 · Pion noir sur case noire g7 · Pion noir sur case blanche h7 · Fou noir sur case noire b6 · Cavalier noir sur case noire a5 · Pion blanc sur case blanche b5 · Cavalier blanc sur case noire e5 · Dame noire sur case noire g5 · Fou blanc sur case blanche c4 · Pion blanc sur case blanche e4 · Pion blanc sur case blanche a2 · Pion blanc sur case blanche c2 · Pion blanc sur case noire d2 · Pion blanc sur case noire f2 · Pion blanc sur case blanche g2 · Pion blanc sur case noire h2 · Tour blanche sur case noire a1 · Cavalier blanc sur case blanche b1 · Fou blanc sur case noire c1 · Dame blanche sur case blanche d1 · Roi blanc sur case noire e1 · Tour blanche sur case blanche h1 | Tour noire sur case blanche a8 · Fou noir sur case blanche c8 · Roi noir sur case blanche e8 · Cavalier noir sur case blanche g8 · Tour noire sur case noire h8 · Pion noir sur case noire a7 · Pion noir sur case blanche b7 · Pion noir sur case noire c7 · Pion noir sur case blanche d7 · Pion noir sur case blanche f7 · Pion noir sur case noire g7 · Pion noir sur case blanche h7 · Fou noir sur case noire b6 · Cavalier noir sur case noire a5 · Pion blanc sur case blanche b5 · Cavalier blanc sur case noire e5 · Dame noire sur case noire g5 · Fou blanc sur case blanche c4 · Pion blanc sur case blanche e4 · Pion blanc sur case blanche a2 · Pion blanc sur case blanche c2 · Pion blanc sur case noire d2 · Pion blanc sur case noire f2 · Pion blanc sur case blanche g2 · Pion blanc sur case noire h2 · Tour blanche sur case noire a1 · Cavalier blanc sur case blanche b1 · Fou blanc sur case noire c1 · Dame blanche sur case blanche d1 · Roi blanc sur case noire e1 · Tour blanche sur case blanche h1 | Tour noire sur case blanche a8 · Fou noir sur case blanche c8 · Roi noir sur case blanche e8 · Cavalier noir sur case blanche g8 · Tour noire sur case noire h8 · Pion noir sur case noire a7 · Pion noir sur case blanche b7 · Pion noir sur case noire c7 · Pion noir sur case blanche d7 · Pion noir sur case blanche f7 · Pion noir sur case noire g7 · Pion noir sur case blanche h7 · Fou noir sur case noire b6 · Cavalier noir sur case noire a5 · Pion blanc sur case blanche b5 · Cavalier blanc sur case noire e5 · Dame noire sur case noire g5 · Fou blanc sur case blanche c4 · Pion blanc sur case blanche e4 · Pion blanc sur case blanche a2 · Pion blanc sur case blanche c2 · Pion blanc sur case noire d2 · Pion blanc sur case noire f2 · Pion blanc sur case blanche g2 · Pion blanc sur case noire h2 · Tour blanche sur case noire a1 · Cavalier blanc sur case blanche b1 · Fou blanc sur case noire c1 · Dame blanche sur case blanche d1 · Roi blanc sur case noire e1 · Tour blanche sur case blanche h1 | Tour noire sur case blanche a8 · Fou noir sur case blanche c8 · Roi noir sur case blanche e8 · Cavalier noir sur case blanche g8 · Tour noire sur case noire h8 · Pion noir sur case noire a7 · Pion noir sur case blanche b7 · Pion noir sur case noire c7 · Pion noir sur case blanche d7 · Pion noir sur case blanche f7 · Pion noir sur case noire g7 · Pion noir sur case blanche h7 · Fou noir sur case noire b6 · Cavalier noir sur case noire a5 · Pion blanc sur case blanche b5 · Cavalier blanc sur case noire e5 · Dame noire sur case noire g5 · Fou blanc sur case blanche c4 · Pion blanc sur case blanche e4 · Pion blanc sur case blanche a2 · Pion blanc sur case blanche c2 · Pion blanc sur case noire d2 · Pion blanc sur case noire f2 · Pion blanc sur case blanche g2 · Pion blanc sur case noire h2 · Tour blanche sur case noire a1 · Cavalier blanc sur case blanche b1 · Fou blanc sur case noire c1 · Dame blanche sur case blanche d1 · Roi blanc sur case noire e1 · Tour blanche sur case blanche h1 | Tour noire sur case blanche a8 · Fou noir sur case blanche c8 · Roi noir sur case blanche e8 · Cavalier noir sur case blanche g8 · Tour noire sur case noire h8 · Pion noir sur case noire a7 · Pion noir sur case blanche b7 · Pion noir sur case noire c7 · Pion noir sur case blanche d7 · Pion noir sur case blanche f7 · Pion noir sur case noire g7 · Pion noir sur case blanche h7 · Fou noir sur case noire b6 · Cavalier noir sur case noire a5 · Pion blanc sur case blanche b5 · Cavalier blanc sur case noire e5 · Dame noire sur case noire g5 · Fou blanc sur case blanche c4 · Pion blanc sur case blanche e4 · Pion blanc sur case blanche a2 · Pion blanc sur case blanche c2 · Pion blanc sur case noire d2 · Pion blanc sur case noire f2 · Pion blanc sur case blanche g2 · Pion blanc sur case noire h2 · Tour blanche sur case noire a1 · Cavalier blanc sur case blanche b1 · Fou blanc sur case noire c1 · Dame blanche sur case blanche d1 · Roi blanc sur case noire e1 · Tour blanche sur case blanche h1 | Tour noire sur case blanche a8 · Fou noir sur case blanche c8 · Roi noir sur case blanche e8 · Cavalier noir sur case blanche g8 · Tour noire sur case noire h8 · Pion noir sur case noire a7 · Pion noir sur case blanche b7 · Pion noir sur case noire c7 · Pion noir sur case blanche d7 · Pion noir sur case blanche f7 · Pion noir sur case noire g7 · Pion noir sur case blanche h7 · Fou noir sur case noire b6 · Cavalier noir sur case noire a5 · Pion blanc sur case blanche b5 · Cavalier blanc sur case noire e5 · Dame noire sur case noire g5 · Fou blanc sur case blanche c4 · Pion blanc sur case blanche e4 · Pion blanc sur case blanche a2 · Pion blanc sur case blanche c2 · Pion blanc sur case noire d2 · Pion blanc sur case noire f2 · Pion blanc sur case blanche g2 · Pion blanc sur case noire h2 · Tour blanche sur case noire a1 · Cavalier blanc sur case blanche b1 · Fou blanc sur case noire c1 · Dame blanche sur case blanche d1 · Roi blanc sur case noire e1 · Tour blanche sur case blanche h1 | 5 |
| 4 | Tour noire sur case blanche a8 · Fou noir sur case blanche c8 · Roi noir sur case blanche e8 · Cavalier noir sur case blanche g8 · Tour noire sur case noire h8 · Pion noir sur case noire a7 · Pion noir sur case blanche b7 · Pion noir sur case noire c7 · Pion noir sur case blanche d7 · Pion noir sur case blanche f7 · Pion noir sur case noire g7 · Pion noir sur case blanche h7 · Fou noir sur case noire b6 · Cavalier noir sur case noire a5 · Pion blanc sur case blanche b5 · Cavalier blanc sur case noire e5 · Dame noire sur case noire g5 · Fou blanc sur case blanche c4 · Pion blanc sur case blanche e4 · Pion blanc sur case blanche a2 · Pion blanc sur case blanche c2 · Pion blanc sur case noire d2 · Pion blanc sur case noire f2 · Pion blanc sur case blanche g2 · Pion blanc sur case noire h2 · Tour blanche sur case noire a1 · Cavalier blanc sur case blanche b1 · Fou blanc sur case noire c1 · Dame blanche sur case blanche d1 · Roi blanc sur case noire e1 · Tour blanche sur case blanche h1 | Tour noire sur case blanche a8 · Fou noir sur case blanche c8 · Roi noir sur case blanche e8 · Cavalier noir sur case blanche g8 · Tour noire sur case noire h8 · Pion noir sur case noire a7 · Pion noir sur case blanche b7 · Pion noir sur case noire c7 · Pion noir sur case blanche d7 · Pion noir sur case blanche f7 · Pion noir sur case noire g7 · Pion noir sur case blanche h7 · Fou noir sur case noire b6 · Cavalier noir sur case noire a5 · Pion blanc sur case blanche b5 · Cavalier blanc sur case noire e5 · Dame noire sur case noire g5 · Fou blanc sur case blanche c4 · Pion blanc sur case blanche e4 · Pion blanc sur case blanche a2 · Pion blanc sur case blanche c2 · Pion blanc sur case noire d2 · Pion blanc sur case noire f2 · Pion blanc sur case blanche g2 · Pion blanc sur case noire h2 · Tour blanche sur case noire a1 · Cavalier blanc sur case blanche b1 · Fou blanc sur case noire c1 · Dame blanche sur case blanche d1 · Roi blanc sur case noire e1 · Tour blanche sur case blanche h1 | Tour noire sur case blanche a8 · Fou noir sur case blanche c8 · Roi noir sur case blanche e8 · Cavalier noir sur case blanche g8 · Tour noire sur case noire h8 · Pion noir sur case noire a7 · Pion noir sur case blanche b7 · Pion noir sur case noire c7 · Pion noir sur case blanche d7 · Pion noir sur case blanche f7 · Pion noir sur case noire g7 · Pion noir sur case blanche h7 · Fou noir sur case noire b6 · Cavalier noir sur case noire a5 · Pion blanc sur case blanche b5 · Cavalier blanc sur case noire e5 · Dame noire sur case noire g5 · Fou blanc sur case blanche c4 · Pion blanc sur case blanche e4 · Pion blanc sur case blanche a2 · Pion blanc sur case blanche c2 · Pion blanc sur case noire d2 · Pion blanc sur case noire f2 · Pion blanc sur case blanche g2 · Pion blanc sur case noire h2 · Tour blanche sur case noire a1 · Cavalier blanc sur case blanche b1 · Fou blanc sur case noire c1 · Dame blanche sur case blanche d1 · Roi blanc sur case noire e1 · Tour blanche sur case blanche h1 | Tour noire sur case blanche a8 · Fou noir sur case blanche c8 · Roi noir sur case blanche e8 · Cavalier noir sur case blanche g8 · Tour noire sur case noire h8 · Pion noir sur case noire a7 · Pion noir sur case blanche b7 · Pion noir sur case noire c7 · Pion noir sur case blanche d7 · Pion noir sur case blanche f7 · Pion noir sur case noire g7 · Pion noir sur case blanche h7 · Fou noir sur case noire b6 · Cavalier noir sur case noire a5 · Pion blanc sur case blanche b5 · Cavalier blanc sur case noire e5 · Dame noire sur case noire g5 · Fou blanc sur case blanche c4 · Pion blanc sur case blanche e4 · Pion blanc sur case blanche a2 · Pion blanc sur case blanche c2 · Pion blanc sur case noire d2 · Pion blanc sur case noire f2 · Pion blanc sur case blanche g2 · Pion blanc sur case noire h2 · Tour blanche sur case noire a1 · Cavalier blanc sur case blanche b1 · Fou blanc sur case noire c1 · Dame blanche sur case blanche d1 · Roi blanc sur case noire e1 · Tour blanche sur case blanche h1 | Tour noire sur case blanche a8 · Fou noir sur case blanche c8 · Roi noir sur case blanche e8 · Cavalier noir sur case blanche g8 · Tour noire sur case noire h8 · Pion noir sur case noire a7 · Pion noir sur case blanche b7 · Pion noir sur case noire c7 · Pion noir sur case blanche d7 · Pion noir sur case blanche f7 · Pion noir sur case noire g7 · Pion noir sur case blanche h7 · Fou noir sur case noire b6 · Cavalier noir sur case noire a5 · Pion blanc sur case blanche b5 · Cavalier blanc sur case noire e5 · Dame noire sur case noire g5 · Fou blanc sur case blanche c4 · Pion blanc sur case blanche e4 · Pion blanc sur case blanche a2 · Pion blanc sur case blanche c2 · Pion blanc sur case noire d2 · Pion blanc sur case noire f2 · Pion blanc sur case blanche g2 · Pion blanc sur case noire h2 · Tour blanche sur case noire a1 · Cavalier blanc sur case blanche b1 · Fou blanc sur case noire c1 · Dame blanche sur case blanche d1 · Roi blanc sur case noire e1 · Tour blanche sur case blanche h1 | Tour noire sur case blanche a8 · Fou noir sur case blanche c8 · Roi noir sur case blanche e8 · Cavalier noir sur case blanche g8 · Tour noire sur case noire h8 · Pion noir sur case noire a7 · Pion noir sur case blanche b7 · Pion noir sur case noire c7 · Pion noir sur case blanche d7 · Pion noir sur case blanche f7 · Pion noir sur case noire g7 · Pion noir sur case blanche h7 · Fou noir sur case noire b6 · Cavalier noir sur case noire a5 · Pion blanc sur case blanche b5 · Cavalier blanc sur case noire e5 · Dame noire sur case noire g5 · Fou blanc sur case blanche c4 · Pion blanc sur case blanche e4 · Pion blanc sur case blanche a2 · Pion blanc sur case blanche c2 · Pion blanc sur case noire d2 · Pion blanc sur case noire f2 · Pion blanc sur case blanche g2 · Pion blanc sur case noire h2 · Tour blanche sur case noire a1 · Cavalier blanc sur case blanche b1 · Fou blanc sur case noire c1 · Dame blanche sur case blanche d1 · Roi blanc sur case noire e1 · Tour blanche sur case blanche h1 | Tour noire sur case blanche a8 · Fou noir sur case blanche c8 · Roi noir sur case blanche e8 · Cavalier noir sur case blanche g8 · Tour noire sur case noire h8 · Pion noir sur case noire a7 · Pion noir sur case blanche b7 · Pion noir sur case noire c7 · Pion noir sur case blanche d7 · Pion noir sur case blanche f7 · Pion noir sur case noire g7 · Pion noir sur case blanche h7 · Fou noir sur case noire b6 · Cavalier noir sur case noire a5 · Pion blanc sur case blanche b5 · Cavalier blanc sur case noire e5 · Dame noire sur case noire g5 · Fou blanc sur case blanche c4 · Pion blanc sur case blanche e4 · Pion blanc sur case blanche a2 · Pion blanc sur case blanche c2 · Pion blanc sur case noire d2 · Pion blanc sur case noire f2 · Pion blanc sur case blanche g2 · Pion blanc sur case noire h2 · Tour blanche sur case noire a1 · Cavalier blanc sur case blanche b1 · Fou blanc sur case noire c1 · Dame blanche sur case blanche d1 · Roi blanc sur case noire e1 · Tour blanche sur case blanche h1 | Tour noire sur case blanche a8 · Fou noir sur case blanche c8 · Roi noir sur case blanche e8 · Cavalier noir sur case blanche g8 · Tour noire sur case noire h8 · Pion noir sur case noire a7 · Pion noir sur case blanche b7 · Pion noir sur case noire c7 · Pion noir sur case blanche d7 · Pion noir sur case blanche f7 · Pion noir sur case noire g7 · Pion noir sur case blanche h7 · Fou noir sur case noire b6 · Cavalier noir sur case noire a5 · Pion blanc sur case blanche b5 · Cavalier blanc sur case noire e5 · Dame noire sur case noire g5 · Fou blanc sur case blanche c4 · Pion blanc sur case blanche e4 · Pion blanc sur case blanche a2 · Pion blanc sur case blanche c2 · Pion blanc sur case noire d2 · Pion blanc sur case noire f2 · Pion blanc sur case blanche g2 · Pion blanc sur case noire h2 · Tour blanche sur case noire a1 · Cavalier blanc sur case blanche b1 · Fou blanc sur case noire c1 · Dame blanche sur case blanche d1 · Roi blanc sur case noire e1 · Tour blanche sur case blanche h1 | 4 |
| 3 | Tour noire sur case blanche a8 · Fou noir sur case blanche c8 · Roi noir sur case blanche e8 · Cavalier noir sur case blanche g8 · Tour noire sur case noire h8 · Pion noir sur case noire a7 · Pion noir sur case blanche b7 · Pion noir sur case noire c7 · Pion noir sur case blanche d7 · Pion noir sur case blanche f7 · Pion noir sur case noire g7 · Pion noir sur case blanche h7 · Fou noir sur case noire b6 · Cavalier noir sur case noire a5 · Pion blanc sur case blanche b5 · Cavalier blanc sur case noire e5 · Dame noire sur case noire g5 · Fou blanc sur case blanche c4 · Pion blanc sur case blanche e4 · Pion blanc sur case blanche a2 · Pion blanc sur case blanche c2 · Pion blanc sur case noire d2 · Pion blanc sur case noire f2 · Pion blanc sur case blanche g2 · Pion blanc sur case noire h2 · Tour blanche sur case noire a1 · Cavalier blanc sur case blanche b1 · Fou blanc sur case noire c1 · Dame blanche sur case blanche d1 · Roi blanc sur case noire e1 · Tour blanche sur case blanche h1 | Tour noire sur case blanche a8 · Fou noir sur case blanche c8 · Roi noir sur case blanche e8 · Cavalier noir sur case blanche g8 · Tour noire sur case noire h8 · Pion noir sur case noire a7 · Pion noir sur case blanche b7 · Pion noir sur case noire c7 · Pion noir sur case blanche d7 · Pion noir sur case blanche f7 · Pion noir sur case noire g7 · Pion noir sur case blanche h7 · Fou noir sur case noire b6 · Cavalier noir sur case noire a5 · Pion blanc sur case blanche b5 · Cavalier blanc sur case noire e5 · Dame noire sur case noire g5 · Fou blanc sur case blanche c4 · Pion blanc sur case blanche e4 · Pion blanc sur case blanche a2 · Pion blanc sur case blanche c2 · Pion blanc sur case noire d2 · Pion blanc sur case noire f2 · Pion blanc sur case blanche g2 · Pion blanc sur case noire h2 · Tour blanche sur case noire a1 · Cavalier blanc sur case blanche b1 · Fou blanc sur case noire c1 · Dame blanche sur case blanche d1 · Roi blanc sur case noire e1 · Tour blanche sur case blanche h1 | Tour noire sur case blanche a8 · Fou noir sur case blanche c8 · Roi noir sur case blanche e8 · Cavalier noir sur case blanche g8 · Tour noire sur case noire h8 · Pion noir sur case noire a7 · Pion noir sur case blanche b7 · Pion noir sur case noire c7 · Pion noir sur case blanche d7 · Pion noir sur case blanche f7 · Pion noir sur case noire g7 · Pion noir sur case blanche h7 · Fou noir sur case noire b6 · Cavalier noir sur case noire a5 · Pion blanc sur case blanche b5 · Cavalier blanc sur case noire e5 · Dame noire sur case noire g5 · Fou blanc sur case blanche c4 · Pion blanc sur case blanche e4 · Pion blanc sur case blanche a2 · Pion blanc sur case blanche c2 · Pion blanc sur case noire d2 · Pion blanc sur case noire f2 · Pion blanc sur case blanche g2 · Pion blanc sur case noire h2 · Tour blanche sur case noire a1 · Cavalier blanc sur case blanche b1 · Fou blanc sur case noire c1 · Dame blanche sur case blanche d1 · Roi blanc sur case noire e1 · Tour blanche sur case blanche h1 | Tour noire sur case blanche a8 · Fou noir sur case blanche c8 · Roi noir sur case blanche e8 · Cavalier noir sur case blanche g8 · Tour noire sur case noire h8 · Pion noir sur case noire a7 · Pion noir sur case blanche b7 · Pion noir sur case noire c7 · Pion noir sur case blanche d7 · Pion noir sur case blanche f7 · Pion noir sur case noire g7 · Pion noir sur case blanche h7 · Fou noir sur case noire b6 · Cavalier noir sur case noire a5 · Pion blanc sur case blanche b5 · Cavalier blanc sur case noire e5 · Dame noire sur case noire g5 · Fou blanc sur case blanche c4 · Pion blanc sur case blanche e4 · Pion blanc sur case blanche a2 · Pion blanc sur case blanche c2 · Pion blanc sur case noire d2 · Pion blanc sur case noire f2 · Pion blanc sur case blanche g2 · Pion blanc sur case noire h2 · Tour blanche sur case noire a1 · Cavalier blanc sur case blanche b1 · Fou blanc sur case noire c1 · Dame blanche sur case blanche d1 · Roi blanc sur case noire e1 · Tour blanche sur case blanche h1 | Tour noire sur case blanche a8 · Fou noir sur case blanche c8 · Roi noir sur case blanche e8 · Cavalier noir sur case blanche g8 · Tour noire sur case noire h8 · Pion noir sur case noire a7 · Pion noir sur case blanche b7 · Pion noir sur case noire c7 · Pion noir sur case blanche d7 · Pion noir sur case blanche f7 · Pion noir sur case noire g7 · Pion noir sur case blanche h7 · Fou noir sur case noire b6 · Cavalier noir sur case noire a5 · Pion blanc sur case blanche b5 · Cavalier blanc sur case noire e5 · Dame noire sur case noire g5 · Fou blanc sur case blanche c4 · Pion blanc sur case blanche e4 · Pion blanc sur case blanche a2 · Pion blanc sur case blanche c2 · Pion blanc sur case noire d2 · Pion blanc sur case noire f2 · Pion blanc sur case blanche g2 · Pion blanc sur case noire h2 · Tour blanche sur case noire a1 · Cavalier blanc sur case blanche b1 · Fou blanc sur case noire c1 · Dame blanche sur case blanche d1 · Roi blanc sur case noire e1 · Tour blanche sur case blanche h1 | Tour noire sur case blanche a8 · Fou noir sur case blanche c8 · Roi noir sur case blanche e8 · Cavalier noir sur case blanche g8 · Tour noire sur case noire h8 · Pion noir sur case noire a7 · Pion noir sur case blanche b7 · Pion noir sur case noire c7 · Pion noir sur case blanche d7 · Pion noir sur case blanche f7 · Pion noir sur case noire g7 · Pion noir sur case blanche h7 · Fou noir sur case noire b6 · Cavalier noir sur case noire a5 · Pion blanc sur case blanche b5 · Cavalier blanc sur case noire e5 · Dame noire sur case noire g5 · Fou blanc sur case blanche c4 · Pion blanc sur case blanche e4 · Pion blanc sur case blanche a2 · Pion blanc sur case blanche c2 · Pion blanc sur case noire d2 · Pion blanc sur case noire f2 · Pion blanc sur case blanche g2 · Pion blanc sur case noire h2 · Tour blanche sur case noire a1 · Cavalier blanc sur case blanche b1 · Fou blanc sur case noire c1 · Dame blanche sur case blanche d1 · Roi blanc sur case noire e1 · Tour blanche sur case blanche h1 | Tour noire sur case blanche a8 · Fou noir sur case blanche c8 · Roi noir sur case blanche e8 · Cavalier noir sur case blanche g8 · Tour noire sur case noire h8 · Pion noir sur case noire a7 · Pion noir sur case blanche b7 · Pion noir sur case noire c7 · Pion noir sur case blanche d7 · Pion noir sur case blanche f7 · Pion noir sur case noire g7 · Pion noir sur case blanche h7 · Fou noir sur case noire b6 · Cavalier noir sur case noire a5 · Pion blanc sur case blanche b5 · Cavalier blanc sur case noire e5 · Dame noire sur case noire g5 · Fou blanc sur case blanche c4 · Pion blanc sur case blanche e4 · Pion blanc sur case blanche a2 · Pion blanc sur case blanche c2 · Pion blanc sur case noire d2 · Pion blanc sur case noire f2 · Pion blanc sur case blanche g2 · Pion blanc sur case noire h2 · Tour blanche sur case noire a1 · Cavalier blanc sur case blanche b1 · Fou blanc sur case noire c1 · Dame blanche sur case blanche d1 · Roi blanc sur case noire e1 · Tour blanche sur case blanche h1 | Tour noire sur case blanche a8 · Fou noir sur case blanche c8 · Roi noir sur case blanche e8 · Cavalier noir sur case blanche g8 · Tour noire sur case noire h8 · Pion noir sur case noire a7 · Pion noir sur case blanche b7 · Pion noir sur case noire c7 · Pion noir sur case blanche d7 · Pion noir sur case blanche f7 · Pion noir sur case noire g7 · Pion noir sur case blanche h7 · Fou noir sur case noire b6 · Cavalier noir sur case noire a5 · Pion blanc sur case blanche b5 · Cavalier blanc sur case noire e5 · Dame noire sur case noire g5 · Fou blanc sur case blanche c4 · Pion blanc sur case blanche e4 · Pion blanc sur case blanche a2 · Pion blanc sur case blanche c2 · Pion blanc sur case noire d2 · Pion blanc sur case noire f2 · Pion blanc sur case blanche g2 · Pion blanc sur case noire h2 · Tour blanche sur case noire a1 · Cavalier blanc sur case blanche b1 · Fou blanc sur case noire c1 · Dame blanche sur case blanche d1 · Roi blanc sur case noire e1 · Tour blanche sur case blanche h1 | 3 |
| 2 | Tour noire sur case blanche a8 · Fou noir sur case blanche c8 · Roi noir sur case blanche e8 · Cavalier noir sur case blanche g8 · Tour noire sur case noire h8 · Pion noir sur case noire a7 · Pion noir sur case blanche b7 · Pion noir sur case noire c7 · Pion noir sur case blanche d7 · Pion noir sur case blanche f7 · Pion noir sur case noire g7 · Pion noir sur case blanche h7 · Fou noir sur case noire b6 · Cavalier noir sur case noire a5 · Pion blanc sur case blanche b5 · Cavalier blanc sur case noire e5 · Dame noire sur case noire g5 · Fou blanc sur case blanche c4 · Pion blanc sur case blanche e4 · Pion blanc sur case blanche a2 · Pion blanc sur case blanche c2 · Pion blanc sur case noire d2 · Pion blanc sur case noire f2 · Pion blanc sur case blanche g2 · Pion blanc sur case noire h2 · Tour blanche sur case noire a1 · Cavalier blanc sur case blanche b1 · Fou blanc sur case noire c1 · Dame blanche sur case blanche d1 · Roi blanc sur case noire e1 · Tour blanche sur case blanche h1 | Tour noire sur case blanche a8 · Fou noir sur case blanche c8 · Roi noir sur case blanche e8 · Cavalier noir sur case blanche g8 · Tour noire sur case noire h8 · Pion noir sur case noire a7 · Pion noir sur case blanche b7 · Pion noir sur case noire c7 · Pion noir sur case blanche d7 · Pion noir sur case blanche f7 · Pion noir sur case noire g7 · Pion noir sur case blanche h7 · Fou noir sur case noire b6 · Cavalier noir sur case noire a5 · Pion blanc sur case blanche b5 · Cavalier blanc sur case noire e5 · Dame noire sur case noire g5 · Fou blanc sur case blanche c4 · Pion blanc sur case blanche e4 · Pion blanc sur case blanche a2 · Pion blanc sur case blanche c2 · Pion blanc sur case noire d2 · Pion blanc sur case noire f2 · Pion blanc sur case blanche g2 · Pion blanc sur case noire h2 · Tour blanche sur case noire a1 · Cavalier blanc sur case blanche b1 · Fou blanc sur case noire c1 · Dame blanche sur case blanche d1 · Roi blanc sur case noire e1 · Tour blanche sur case blanche h1 | Tour noire sur case blanche a8 · Fou noir sur case blanche c8 · Roi noir sur case blanche e8 · Cavalier noir sur case blanche g8 · Tour noire sur case noire h8 · Pion noir sur case noire a7 · Pion noir sur case blanche b7 · Pion noir sur case noire c7 · Pion noir sur case blanche d7 · Pion noir sur case blanche f7 · Pion noir sur case noire g7 · Pion noir sur case blanche h7 · Fou noir sur case noire b6 · Cavalier noir sur case noire a5 · Pion blanc sur case blanche b5 · Cavalier blanc sur case noire e5 · Dame noire sur case noire g5 · Fou blanc sur case blanche c4 · Pion blanc sur case blanche e4 · Pion blanc sur case blanche a2 · Pion blanc sur case blanche c2 · Pion blanc sur case noire d2 · Pion blanc sur case noire f2 · Pion blanc sur case blanche g2 · Pion blanc sur case noire h2 · Tour blanche sur case noire a1 · Cavalier blanc sur case blanche b1 · Fou blanc sur case noire c1 · Dame blanche sur case blanche d1 · Roi blanc sur case noire e1 · Tour blanche sur case blanche h1 | Tour noire sur case blanche a8 · Fou noir sur case blanche c8 · Roi noir sur case blanche e8 · Cavalier noir sur case blanche g8 · Tour noire sur case noire h8 · Pion noir sur case noire a7 · Pion noir sur case blanche b7 · Pion noir sur case noire c7 · Pion noir sur case blanche d7 · Pion noir sur case blanche f7 · Pion noir sur case noire g7 · Pion noir sur case blanche h7 · Fou noir sur case noire b6 · Cavalier noir sur case noire a5 · Pion blanc sur case blanche b5 · Cavalier blanc sur case noire e5 · Dame noire sur case noire g5 · Fou blanc sur case blanche c4 · Pion blanc sur case blanche e4 · Pion blanc sur case blanche a2 · Pion blanc sur case blanche c2 · Pion blanc sur case noire d2 · Pion blanc sur case noire f2 · Pion blanc sur case blanche g2 · Pion blanc sur case noire h2 · Tour blanche sur case noire a1 · Cavalier blanc sur case blanche b1 · Fou blanc sur case noire c1 · Dame blanche sur case blanche d1 · Roi blanc sur case noire e1 · Tour blanche sur case blanche h1 | Tour noire sur case blanche a8 · Fou noir sur case blanche c8 · Roi noir sur case blanche e8 · Cavalier noir sur case blanche g8 · Tour noire sur case noire h8 · Pion noir sur case noire a7 · Pion noir sur case blanche b7 · Pion noir sur case noire c7 · Pion noir sur case blanche d7 · Pion noir sur case blanche f7 · Pion noir sur case noire g7 · Pion noir sur case blanche h7 · Fou noir sur case noire b6 · Cavalier noir sur case noire a5 · Pion blanc sur case blanche b5 · Cavalier blanc sur case noire e5 · Dame noire sur case noire g5 · Fou blanc sur case blanche c4 · Pion blanc sur case blanche e4 · Pion blanc sur case blanche a2 · Pion blanc sur case blanche c2 · Pion blanc sur case noire d2 · Pion blanc sur case noire f2 · Pion blanc sur case blanche g2 · Pion blanc sur case noire h2 · Tour blanche sur case noire a1 · Cavalier blanc sur case blanche b1 · Fou blanc sur case noire c1 · Dame blanche sur case blanche d1 · Roi blanc sur case noire e1 · Tour blanche sur case blanche h1 | Tour noire sur case blanche a8 · Fou noir sur case blanche c8 · Roi noir sur case blanche e8 · Cavalier noir sur case blanche g8 · Tour noire sur case noire h8 · Pion noir sur case noire a7 · Pion noir sur case blanche b7 · Pion noir sur case noire c7 · Pion noir sur case blanche d7 · Pion noir sur case blanche f7 · Pion noir sur case noire g7 · Pion noir sur case blanche h7 · Fou noir sur case noire b6 · Cavalier noir sur case noire a5 · Pion blanc sur case blanche b5 · Cavalier blanc sur case noire e5 · Dame noire sur case noire g5 · Fou blanc sur case blanche c4 · Pion blanc sur case blanche e4 · Pion blanc sur case blanche a2 · Pion blanc sur case blanche c2 · Pion blanc sur case noire d2 · Pion blanc sur case noire f2 · Pion blanc sur case blanche g2 · Pion blanc sur case noire h2 · Tour blanche sur case noire a1 · Cavalier blanc sur case blanche b1 · Fou blanc sur case noire c1 · Dame blanche sur case blanche d1 · Roi blanc sur case noire e1 · Tour blanche sur case blanche h1 | Tour noire sur case blanche a8 · Fou noir sur case blanche c8 · Roi noir sur case blanche e8 · Cavalier noir sur case blanche g8 · Tour noire sur case noire h8 · Pion noir sur case noire a7 · Pion noir sur case blanche b7 · Pion noir sur case noire c7 · Pion noir sur case blanche d7 · Pion noir sur case blanche f7 · Pion noir sur case noire g7 · Pion noir sur case blanche h7 · Fou noir sur case noire b6 · Cavalier noir sur case noire a5 · Pion blanc sur case blanche b5 · Cavalier blanc sur case noire e5 · Dame noire sur case noire g5 · Fou blanc sur case blanche c4 · Pion blanc sur case blanche e4 · Pion blanc sur case blanche a2 · Pion blanc sur case blanche c2 · Pion blanc sur case noire d2 · Pion blanc sur case noire f2 · Pion blanc sur case blanche g2 · Pion blanc sur case noire h2 · Tour blanche sur case noire a1 · Cavalier blanc sur case blanche b1 · Fou blanc sur case noire c1 · Dame blanche sur case blanche d1 · Roi blanc sur case noire e1 · Tour blanche sur case blanche h1 | Tour noire sur case blanche a8 · Fou noir sur case blanche c8 · Roi noir sur case blanche e8 · Cavalier noir sur case blanche g8 · Tour noire sur case noire h8 · Pion noir sur case noire a7 · Pion noir sur case blanche b7 · Pion noir sur case noire c7 · Pion noir sur case blanche d7 · Pion noir sur case blanche f7 · Pion noir sur case noire g7 · Pion noir sur case blanche h7 · Fou noir sur case noire b6 · Cavalier noir sur case noire a5 · Pion blanc sur case blanche b5 · Cavalier blanc sur case noire e5 · Dame noire sur case noire g5 · Fou blanc sur case blanche c4 · Pion blanc sur case blanche e4 · Pion blanc sur case blanche a2 · Pion blanc sur case blanche c2 · Pion blanc sur case noire d2 · Pion blanc sur case noire f2 · Pion blanc sur case blanche g2 · Pion blanc sur case noire h2 · Tour blanche sur case noire a1 · Cavalier blanc sur case blanche b1 · Fou blanc sur case noire c1 · Dame blanche sur case blanche d1 · Roi blanc sur case noire e1 · Tour blanche sur case blanche h1 | 2 |
| 1 | Tour noire sur case blanche a8 · Fou noir sur case blanche c8 · Roi noir sur case blanche e8 · Cavalier noir sur case blanche g8 · Tour noire sur case noire h8 · Pion noir sur case noire a7 · Pion noir sur case blanche b7 · Pion noir sur case noire c7 · Pion noir sur case blanche d7 · Pion noir sur case blanche f7 · Pion noir sur case noire g7 · Pion noir sur case blanche h7 · Fou noir sur case noire b6 · Cavalier noir sur case noire a5 · Pion blanc sur case blanche b5 · Cavalier blanc sur case noire e5 · Dame noire sur case noire g5 · Fou blanc sur case blanche c4 · Pion blanc sur case blanche e4 · Pion blanc sur case blanche a2 · Pion blanc sur case blanche c2 · Pion blanc sur case noire d2 · Pion blanc sur case noire f2 · Pion blanc sur case blanche g2 · Pion blanc sur case noire h2 · Tour blanche sur case noire a1 · Cavalier blanc sur case blanche b1 · Fou blanc sur case noire c1 · Dame blanche sur case blanche d1 · Roi blanc sur case noire e1 · Tour blanche sur case blanche h1 | Tour noire sur case blanche a8 · Fou noir sur case blanche c8 · Roi noir sur case blanche e8 · Cavalier noir sur case blanche g8 · Tour noire sur case noire h8 · Pion noir sur case noire a7 · Pion noir sur case blanche b7 · Pion noir sur case noire c7 · Pion noir sur case blanche d7 · Pion noir sur case blanche f7 · Pion noir sur case noire g7 · Pion noir sur case blanche h7 · Fou noir sur case noire b6 · Cavalier noir sur case noire a5 · Pion blanc sur case blanche b5 · Cavalier blanc sur case noire e5 · Dame noire sur case noire g5 · Fou blanc sur case blanche c4 · Pion blanc sur case blanche e4 · Pion blanc sur case blanche a2 · Pion blanc sur case blanche c2 · Pion blanc sur case noire d2 · Pion blanc sur case noire f2 · Pion blanc sur case blanche g2 · Pion blanc sur case noire h2 · Tour blanche sur case noire a1 · Cavalier blanc sur case blanche b1 · Fou blanc sur case noire c1 · Dame blanche sur case blanche d1 · Roi blanc sur case noire e1 · Tour blanche sur case blanche h1 | Tour noire sur case blanche a8 · Fou noir sur case blanche c8 · Roi noir sur case blanche e8 · Cavalier noir sur case blanche g8 · Tour noire sur case noire h8 · Pion noir sur case noire a7 · Pion noir sur case blanche b7 · Pion noir sur case noire c7 · Pion noir sur case blanche d7 · Pion noir sur case blanche f7 · Pion noir sur case noire g7 · Pion noir sur case blanche h7 · Fou noir sur case noire b6 · Cavalier noir sur case noire a5 · Pion blanc sur case blanche b5 · Cavalier blanc sur case noire e5 · Dame noire sur case noire g5 · Fou blanc sur case blanche c4 · Pion blanc sur case blanche e4 · Pion blanc sur case blanche a2 · Pion blanc sur case blanche c2 · Pion blanc sur case noire d2 · Pion blanc sur case noire f2 · Pion blanc sur case blanche g2 · Pion blanc sur case noire h2 · Tour blanche sur case noire a1 · Cavalier blanc sur case blanche b1 · Fou blanc sur case noire c1 · Dame blanche sur case blanche d1 · Roi blanc sur case noire e1 · Tour blanche sur case blanche h1 | Tour noire sur case blanche a8 · Fou noir sur case blanche c8 · Roi noir sur case blanche e8 · Cavalier noir sur case blanche g8 · Tour noire sur case noire h8 · Pion noir sur case noire a7 · Pion noir sur case blanche b7 · Pion noir sur case noire c7 · Pion noir sur case blanche d7 · Pion noir sur case blanche f7 · Pion noir sur case noire g7 · Pion noir sur case blanche h7 · Fou noir sur case noire b6 · Cavalier noir sur case noire a5 · Pion blanc sur case blanche b5 · Cavalier blanc sur case noire e5 · Dame noire sur case noire g5 · Fou blanc sur case blanche c4 · Pion blanc sur case blanche e4 · Pion blanc sur case blanche a2 · Pion blanc sur case blanche c2 · Pion blanc sur case noire d2 · Pion blanc sur case noire f2 · Pion blanc sur case blanche g2 · Pion blanc sur case noire h2 · Tour blanche sur case noire a1 · Cavalier blanc sur case blanche b1 · Fou blanc sur case noire c1 · Dame blanche sur case blanche d1 · Roi blanc sur case noire e1 · Tour blanche sur case blanche h1 | Tour noire sur case blanche a8 · Fou noir sur case blanche c8 · Roi noir sur case blanche e8 · Cavalier noir sur case blanche g8 · Tour noire sur case noire h8 · Pion noir sur case noire a7 · Pion noir sur case blanche b7 · Pion noir sur case noire c7 · Pion noir sur case blanche d7 · Pion noir sur case blanche f7 · Pion noir sur case noire g7 · Pion noir sur case blanche h7 · Fou noir sur case noire b6 · Cavalier noir sur case noire a5 · Pion blanc sur case blanche b5 · Cavalier blanc sur case noire e5 · Dame noire sur case noire g5 · Fou blanc sur case blanche c4 · Pion blanc sur case blanche e4 · Pion blanc sur case blanche a2 · Pion blanc sur case blanche c2 · Pion blanc sur case noire d2 · Pion blanc sur case noire f2 · Pion blanc sur case blanche g2 · Pion blanc sur case noire h2 · Tour blanche sur case noire a1 · Cavalier blanc sur case blanche b1 · Fou blanc sur case noire c1 · Dame blanche sur case blanche d1 · Roi blanc sur case noire e1 · Tour blanche sur case blanche h1 | Tour noire sur case blanche a8 · Fou noir sur case blanche c8 · Roi noir sur case blanche e8 · Cavalier noir sur case blanche g8 · Tour noire sur case noire h8 · Pion noir sur case noire a7 · Pion noir sur case blanche b7 · Pion noir sur case noire c7 · Pion noir sur case blanche d7 · Pion noir sur case blanche f7 · Pion noir sur case noire g7 · Pion noir sur case blanche h7 · Fou noir sur case noire b6 · Cavalier noir sur case noire a5 · Pion blanc sur case blanche b5 · Cavalier blanc sur case noire e5 · Dame noire sur case noire g5 · Fou blanc sur case blanche c4 · Pion blanc sur case blanche e4 · Pion blanc sur case blanche a2 · Pion blanc sur case blanche c2 · Pion blanc sur case noire d2 · Pion blanc sur case noire f2 · Pion blanc sur case blanche g2 · Pion blanc sur case noire h2 · Tour blanche sur case noire a1 · Cavalier blanc sur case blanche b1 · Fou blanc sur case noire c1 · Dame blanche sur case blanche d1 · Roi blanc sur case noire e1 · Tour blanche sur case blanche h1 | Tour noire sur case blanche a8 · Fou noir sur case blanche c8 · Roi noir sur case blanche e8 · Cavalier noir sur case blanche g8 · Tour noire sur case noire h8 · Pion noir sur case noire a7 · Pion noir sur case blanche b7 · Pion noir sur case noire c7 · Pion noir sur case blanche d7 · Pion noir sur case blanche f7 · Pion noir sur case noire g7 · Pion noir sur case blanche h7 · Fou noir sur case noire b6 · Cavalier noir sur case noire a5 · Pion blanc sur case blanche b5 · Cavalier blanc sur case noire e5 · Dame noire sur case noire g5 · Fou blanc sur case blanche c4 · Pion blanc sur case blanche e4 · Pion blanc sur case blanche a2 · Pion blanc sur case blanche c2 · Pion blanc sur case noire d2 · Pion blanc sur case noire f2 · Pion blanc sur case blanche g2 · Pion blanc sur case noire h2 · Tour blanche sur case noire a1 · Cavalier blanc sur case blanche b1 · Fou blanc sur case noire c1 · Dame blanche sur case blanche d1 · Roi blanc sur case noire e1 · Tour blanche sur case blanche h1 | Tour noire sur case blanche a8 · Fou noir sur case blanche c8 · Roi noir sur case blanche e8 · Cavalier noir sur case blanche g8 · Tour noire sur case noire h8 · Pion noir sur case noire a7 · Pion noir sur case blanche b7 · Pion noir sur case noire c7 · Pion noir sur case blanche d7 · Pion noir sur case blanche f7 · Pion noir sur case noire g7 · Pion noir sur case blanche h7 · Fou noir sur case noire b6 · Cavalier noir sur case noire a5 · Pion blanc sur case blanche b5 · Cavalier blanc sur case noire e5 · Dame noire sur case noire g5 · Fou blanc sur case blanche c4 · Pion blanc sur case blanche e4 · Pion blanc sur case blanche a2 · Pion blanc sur case blanche c2 · Pion blanc sur case noire d2 · Pion blanc sur case noire f2 · Pion blanc sur case blanche g2 · Pion blanc sur case noire h2 · Tour blanche sur case noire a1 · Cavalier blanc sur case blanche b1 · Fou blanc sur case noire c1 · Dame blanche sur case blanche d1 · Roi blanc sur case noire e1 · Tour blanche sur case blanche h1 | 1 |
|   | a | b | c | d | e | f | g | h |   |

Comme Schumann, et dans une tendance des compositeurs illustrée en France par Philidor, au XVIIIe siècle, il partage un intérêt pour les échecs et a souvent joué avec d'autres musiciens de son époque. Hirschbach étant considéré comme le meilleur joueur d'échecs de Leipzig. De 1846 à 1848, il publie à Leipzig, le « Journal des échecs allemands » (Deutsche Schachzeitung) le premier du genre en Allemagne. Son nom a été donné à une variante, la variante Hirschbach du gambit Evans (une variante de la partie italienne) : 1. e2–e4 e7–e5 2. Cg1–f3 Cb8–c6 3. Ff1–c4 Ff8–c5 4. b2–b4 Fc5–b6 5. b4–b5 Cc6–a5 6. Cf3xe5 Dd8–g5. Lors de la publication en 1847, Hirschbach commente : « Avec ce coup, les noirs garderont probablement l'avantage. » De nos jours, plutôt que le coup de Hirschbach, 6 ... Dd8-g5, on préfère 6 ... Cg8-h6.
Il publie en 1861 et 1864 un livre sur le marché boursier et un manuel d'échecs.

## Œuvre

### Composition
Hermann Hirschbach a composé 2 opéras, 4 symphonies, des ouvertures, et surtout de la musique de chambre.
- Septuor, op. 5
- Octuor pour cordes et vents, op. 26 (violon, alto, violoncelle, contrebasse, flûte, clarinette, basson, cor)
- 4 quintettes avec 2 altos, op. 2 (Leipzig, Gustav Brauns) , 39 et 44
- 2 quintette avec trio à cordes, clarinette et cor, op. 40 et 48
- 13 quatuors à cordes
  - Lebensbilder in einem Cyclus von Quartetten, op. 1 (Berlin 1841)
  - Quatuor op. 29, 30, 31, 32, 33, 34, 35, 37, 38, 42, 43, 49 (Julius Friedländer)
- Symphonies
  - Symphonie no 1, op. 4,
  - Symphonie « Erinnerung an die Alpen », op. 27
  - Symphonie en la mineur, op. 46 (pub. réduction piano à quatre mains, Leipzig, Siegel 1859),
  - Symphonie « Lebenskämpfe » [Le combat de la vie], op. 47.

### Articles
- (de) Ueber Beethoven als Contrapunctist, dans Neue Zeitschrift für Musik, volume 8, no 48 du 15 juin 1838, p. 189 sqq.
- (de) Beethoven’s neunte Symphonie. Eine Ansicht, dans Neue Zeitschrift für Musik, volume 9, no 5 du 17 juillet 1838, p. 19–21 ; no 7 p. 27–30 ; no 8, p. 31–32 ;
  - (de) avec Georg Dietrich Otten (Pseudonyme « O. »), anschließende Kontroversen, no 15, p. 59–60 ; no 16, p. 63 ; no 20, p. 80–81 ; no 41, p. 163–164 ; no 42, p. 167–168 ;
- (de) Ueber Beethovens letzte Streichquartette, dans Neue Zeitschrift für Musik, volume 11 (1839), no 2, p. 5–6 ; no 3, p. 9–10 ; no 4, p. 13–14 et no 13, p. 49–51.

### Ouvrages
- En tant qu'éditeur : Beiträge zur Praxis und Theorie des Schachspiels [« contributions à la pratique et à la théorie des échecs »], dans Reihe von Abhandlungen, Partien, Räthseln etc., Zusammenfassung der Bände der Deutschen Schachzeitung, Gustav Brauns, Leipzig 1849.
- Von der Börse, oder: Der Geist der Speculation in den letzten 40 Jahren, Besuch der Börse, Börsen-Manoeuvre, Hausse u. Baisse, Prämien-Geschäfte, Zufälligkeiten der Coursbewegungen usw., 2e éd. Leipzig 1864 ; Von der Börse I: Der Geist der Speculation [« De la Bourse I: L'esprit de spéculation »] , Dyk, 1861.
- Katechismus des Börsengeschäfts, des Fonds- und Aktienhandels [« Catéchisme des affaires boursières, des fonds et des actions »], J. J. Weber, Leipzig 1863.
- Handbuch der Schachspielkunst, Gustav Brauns, 2e éd. Leipzig 1865 ; Lehrbuch des Schachspiels für Anfänger und Geübtere [« Manuel d'échecs pour débutants et expérimentés »], 1864.